# Candida fragi
Candida fragi är en svampart som beskrevs av M. Suzuki, Nakase & Fukaz. 1991. Candida fragi ingår i släktet Candida, ordningen Saccharomycetales, klassen Saccharomycetes, divisionen sporsäcksvampar och riket svampar.   Inga underarter finns listade i Catalogue of Life.